# Тернівка (місто)
Терні́вка — місто в Україні, адміністративний центр Тернівської міської територіальної громади Павлоградського району Дніпропетровської області. Розташоване на берегах річки Велика Тернівка при її впадінні у Самару. Тернівські родовища вугілля належать до Західного Донбасу.

## Географія
Тернівка — місто у Дніпропетровської області, розташоване біля річки Велика Тернівка при її впадінні у Самару. Місто Тернівка розміщено на території Західного Донбасу на сході Дніпропетровської області, в 20 км на схід від міста Павлоград. Дві дороги місцевого значення з'єднують Тернівку з м. Павлоград. Відстань до обласного центру — 100 км і проходить автошляхом E50, із яким збігається М04.
Південну частину території міста зі сходу на захід перетинає річка Тернівка — притока річки Самара. Найближча вузлова залізнична станція — місто Павлоград. Рельєф міста являє собою слабо горбисту степову рівнину з невеликим ухилом з півночі на південь до заплави р. Велика Тернівка. Річки в цьому місці звивисті, утворюють лимани, стариці і заболочені озера. Відмітки поверхні коливаються від 65.0 до 145 м.
Територія міста входить до Дніпропетровського центрального ґрунтового району. Ґрунтоутворювальними породами є лісовидні суглинки, які мають легкоглинистий механічний склад. Ґрунтовий покрив представлений середньо — гумусними чорноземами, переважно солонцюватими, які відрізняються значною глибиною проникнення гумусу (до 85-95 см).
Підземні води приурочені до відкладів четвертинної системи сарматського ярусу, харківської, київської, бучакської свит, тріасової і кам'яновугільної систем. Під містом знаходяться поля шахт Західно-Донбаська, Тернівська і Самарська. Клімат помірно-континентальний, середня річна температура +7 +9 С. Найтепліший місяць — липень, середньодобова температура якого становить 21,5 С, найхолодніший — січень — 25,9 С. Кількість опадів 450 мм на рік, що говорить про недостатнє зволоження території.

## Таблиця зміни чисельності населення
Зірочками позначені дані переписів населення, без зірочок — відомості Державного комітету статистики України станом на 1 січня відповідного року.
| 1989*  | 2001*  | 2005   | 2006   | 2007   | 2008   | 2009   | 2011   | 2013   | 2014   | 2015   | 2024   |
| ------ | ------ | ------ | ------ | ------ | ------ | ------ | ------ | ------ | ------ | ------ | ------ |
| 33 528 | 29 226 | 29 070 | 29 136 | 29 229 | 29 101 | 29 119 | 28 923 | 28 920 | 28 863 | 28 898 | 23 972 |

### Національний склад
Розподіл населення за національністю за даними перепису 2001 року:
| Національність  | Відсоток |
| --------------- | -------- |
| росіяни         | 52,89 %  |
| українці        | 43,45 %  |
| інші/не вказали | 3,66 %   |

### Мова
Розподіл населення за рідною мовою за даними перепису 2001 року:
| Мова            | Відсоток |
| --------------- | -------- |
| українська      | 21,21 %  |
| російська       | 78,00 %  |
| інші/не вказали | 0,79 %   |

## Історія
За часів Запорозької Січі зимівники у місцевості Тернівки належали до її Самарської паланки.
Заснована при ліквідації Запорізької Січі у 1775 році наказом азовського губернатора як слобода (в 1778 році 116 дворів).
Народна етимологія пов'язує назву міста не з назвою річки Велика Тернівка, а, видко, навпаки, розповідають про вирубку хащів терену під час заснування слободи.
1627 року російські топографи в «Книзі Великого креслення» конкретно описали місцевість, яка розташована в долині Великої Тернівки.
У 1735 створена Самарська паланка запорозького козацтва, тут оселились козаки в урочищах гирла Великої Тернівки, а також на південному схилі з правої сторони річки Самара. Після розгрому Запорізької Січі на землях Тернівських козаків оселилися козаки Харківського полку. Прибулі козаки займали хутори і зимовники, збільшуючи число жителів. Але назву залишали колишню — слобода Тернівська. За твердженням істориків остаточно, як населений пункт, Тернівка сформувалася в 1775 році.
Уряд розмістив у Тернівці 5-ту роту Молдовського полку. У 1778 році в слободі була побудована дерев'яна каплиця, а в 1781 році — Іоанно-Богословська церква. Першим священиком був Іполлон Богословський
Сюди почали переселяти селян з Курської й Орловської губерній, і в 1840 році в Тернівці було 5300 душ. У 1846 році в Тернівці відкривається перша початкова школа. Станом на 1886 рік у селі Богуславської волості Павлоградського повіту Катеринославської губернії мешкало 4043 особи (610 дворів), існували православна церква, школа, 3 лавки.
У 1921 році був створений перший комсомольський осередок. У цьому ж році було створено перше Товариство загального землеробства (ТЗЗ) у кількості 13 чоловік. У період колективізації в 1931 році було створено в селі три колгоспи: «Зелена долина», «Жовтень» і «Тернівка».
У 1933 році в селі відкривається семирічна школа.
Не обійшли тернівчан ні продрозверстка, ні розкуркулювання, ні репресії. Коли почалася Німецько-совєцька війна, більшість чоловіків пішло на фронт, а частина жінок погнала в глибокий тил годувальниць-корів. Підпільної групи в селі не створювали.
В 1950 році геологи відкрили поклади кам'яного вугілля в селах Тернівка, Богданівка і восени 1953 року була закладена експериментальна шахта «Тернівська» № 1. Не було ні світла, ні доріг з твердим покриттям, ні телефонного зв'язку, продукти харчування привозили із Красноармійська і Павлограда. В 1953 році біля села побудовано два бараки. В 1956 році село одержало електроенергію. На 1961 рік було побудовано 8 тис. м² житла. В 1963 році був побудований перший дитячий садок.
У 1964 році вступила до ладу перша шахта, в тому ж році рішенням Дніпропетровського облвиконкому, село Тернівка одержало статус селища міського типу. В 1965 році почалося будівництво шахти «Гігант». В 1975 році була побудована середня школа на 1176 місць. У 1976 році Тернівка отримує статус міста, з 1990 року місто обласного підпорядкування {Указ Президії ВР УРСР від 9 червня 1990 року}.
1980 року інститут «Київцивільпроект» розробив генеральний план міста.
Біля села знаходиться курган бронзової доби

## Постаті
- Подорожний Сергій Володимирович (1980—2015) — молодший сержант Збройних сил України, учасник російсько-української війни.
- Попов Олександр Олександрович (1983—2015) — капітан Збройних сил України, учасник російсько-української війни.
- Рабченюк Анастасія Володимирівна (* 1983) — тренер з легкої атлетики, майстер спорту України міжнародного класу, заслужений працівник фізичної культури і спорту України.
- Чупіков Євген Євгенович (2001—2022) — солдат окремого загону спеціального призначення НГУ «Азов» Національної гвардії України, учасник російсько-української війни, що загинув у ході російського вторгнення в Україну в 2022 році.
- Андрієвський Валерій Станіславович (2000—12 березня 2023) — солдат Збройних сил України, учасник російсько-української війни, загинувший у боях[7], кавалер ордену Богдана Хмельницького III ступеня.[8]
- Жиленко Станіслав Юрійович (1994—2024) — солдат Збройних сил України, учасник російсько-української війни.
- Ременюк Сергій Сергійович (1985—2014) — старший солдат Збройних сил України, учасник російсько-української війни.

## Сучасне місто
Населений пункт Тернівка виник у 1775 році. Містом Тернівка стала у 1976 році. Територія міста становить 1761га. Чисельність населення станом на 01.01.2007 року — 29,2 тис. осіб. Входить до складу та є центром Тернівської міської ради до якої також входить с. Зелена Долина.
На околиці міста розташований, відкритий у 1998 році, Тернівський Свято-Вознесенський монастир.

### Промисловість
Промислова інфраструктура міста — монофункціональна та представлена двома шахтами «Тернівська» та «Західно-Донбаська», які є складовими виробничо-структурних підрозділів «Шахтоуправління Павлоградське» та «Шахтоуправління Тернівське» ПАТ «ДТЕК Павлоградвугілля» відповідно.

### Будівництво
Обсяг капітальних видатків місцевого бюджету за 12 місяців 2019 року становив 2375,437  тис.грн., в т.ч: Реконструкція каналізаційного колектору в — 79,912 тис.грн.;
Реконструкція мережі зовнішнього освітлення — 12,809 тис.грн;
Будівництво мереж зовнішнього освітлення — 334,375 тис.грн.;
Будівництво водно-спортивного комплексу — 171,4 тис.грн.;
Реконструкція спортивного майданчика з улаштуванням гумового покриття КЗ «Тернівська загальноосвітня школа І-ІІІ ступенів № 5 Тернівської міської ради Дніпропетровської області»  та КЗ «Тернівська загальноосвітня школа І-ІІІ ступенів № 6 Тернівської міської ради Дніпропетровської області»  – 111,0 тис.грн.
Будівництво свердловини підземних вод з влаштуванням пункту очищення та роздачі питної води — 9,026 тис.грн.

### Фінанси
На 2007 рік заплановано надходжень до загального фонду міського бюджету 33,6 млн грн., в тому числі субвенцій в сумі 8,13 млн грн. та дотацій 5,38 млн грн. (фактично використано за січень-червень п.р. 4,13 млн грн. і 2,56 млн грн. відповідно). За результатами соціально-економічного розвитку міста за січень-червень 2007 року маємо виконання доходної частини загального фонду міського бюджету 114,8 % від плану на цей період.

### Підприємництво та ринок праці[9]
Станом на 01.01.2020 року в місті зареєстровано 738 суб'єктів ЄДРПОУ, з яких 664 — це фізичні особи-підприємці та 74 — юридичні особи.
Станом на 01.01.2020  кількість об'єктів торгівлі по місту становить 186, із них 86 — продовольчі, 100 — промислові. За 2019 рік в місті було відкрито 7 нових торгівельних об'єктів (4 продовольчих та 3 промислових). Закрито 5 торговельних об'єктів (2 продовольчих та 3 промислових). Кількість об'єктів ринкової торгівлі — 2. Кількість об'єктів ресторанного господарства — 13 об'єктів. Кількість об'єктів побуту — 93. Спостерігається тенденція до відкриття переважно продовольчих магазинів.

### Освіта
У місті діє Тернівський професійний гірничий ліцей.
За загальним фондом відділу освіти на капітальні видатки передбачено 139,2 тис. грн. Під час літніх канікул проводиться ремонт покрівель в школах.
З 01.06.2007 року в місті на базі загальноосвітніх шкіл міста почали функціонувати дитячі оздоровчі табори, в яких кожен день оздоровлюється близько 120 дітей. Організовано безкоштовне харчування для дітей (за рахунок коштів місцевого бюджету), а також виїзд дітей на річку.
У місті функціонує 3 гімназії та 2 ліцеї:
- Тернівська гімназія №1;
- Тернівська гімназія №4;
- Тернівський ліцей №5;
- Тернівська гімназія №6;
- Тернівський ліцей №7.

### Спорт
У місті працює спортивний комплекс «Темп» ВАТ «Павлоградвугілля», в якому активно займаються юнаки та дівчата ручним м'ячем, настільним тенісом; молодіжний спортивний клуб «Вимпел» (рукопашний бій), спортивна організація «Фенікс» (Кіокушинкай карате), клуб «Кіокушин» (карате), секції боксу, баскетболу та ін.
У місті розроблена та затверджена міська програма розвитку культури і спорту, на виконання якої в 2007 році передбачено коштів міського бюджету в сумі 157,1 тис. грн., що майже в 3 рази більше ніж торік.
У травні-червні п.р. представники Тернівського виконавчого комітету взяли участь в першому обласному конкурсі, що проходив к м. Кривий Ріг (5 командне місце).

### Інфраструктура
До міста проведено природний газ. Протяжність газопроводу — 57 км.
До послуг населення 3 гімназії, 2 ліцеї, 8 дитячих дошкільних закладів, школа естетичного виховання, Будинок культури, 4 бібліотеки, кінотеатр, лікарня, поліклініка, 18 спортивних майданчиків

## Галерея

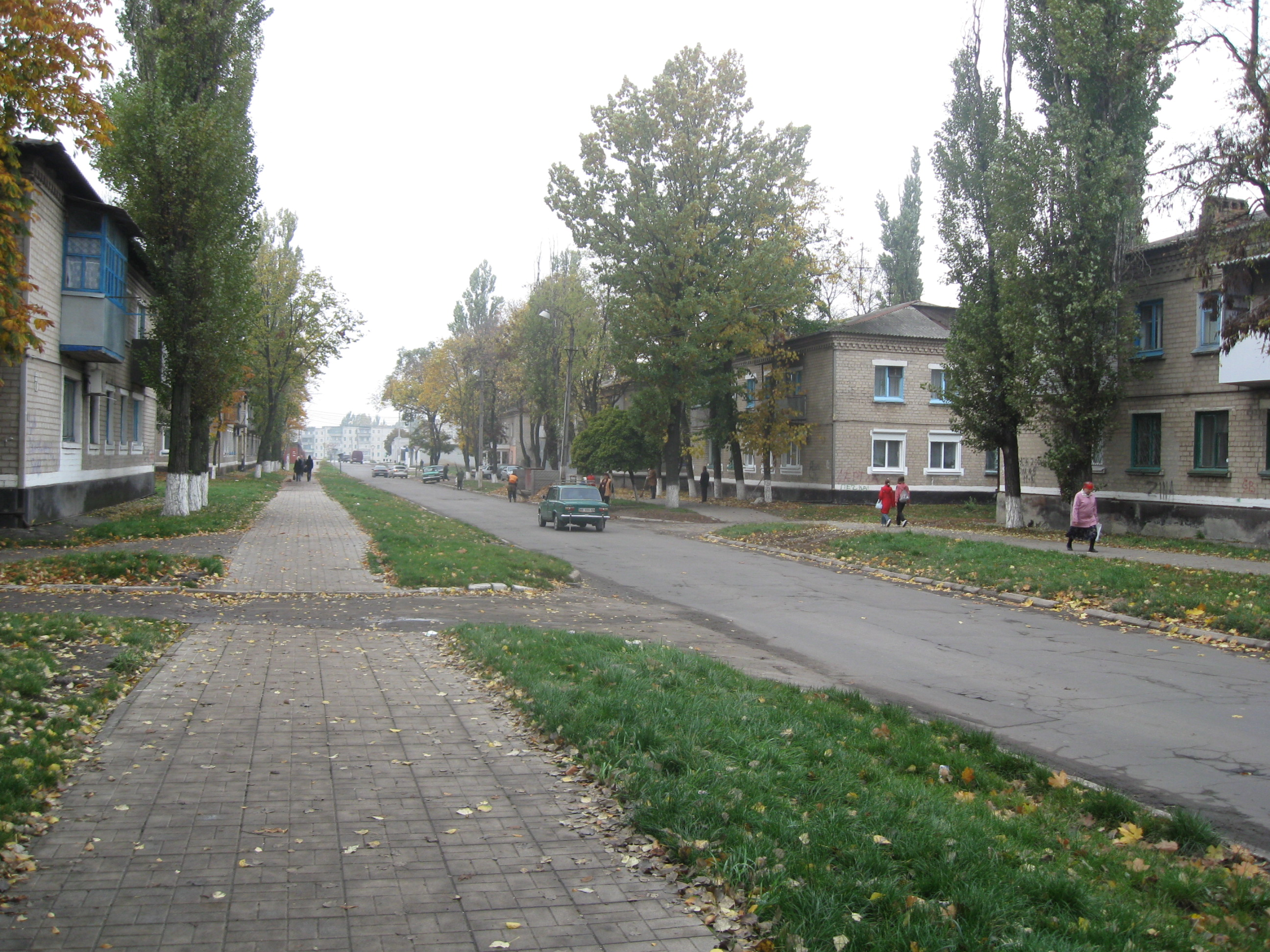
Вулиця Маяковського
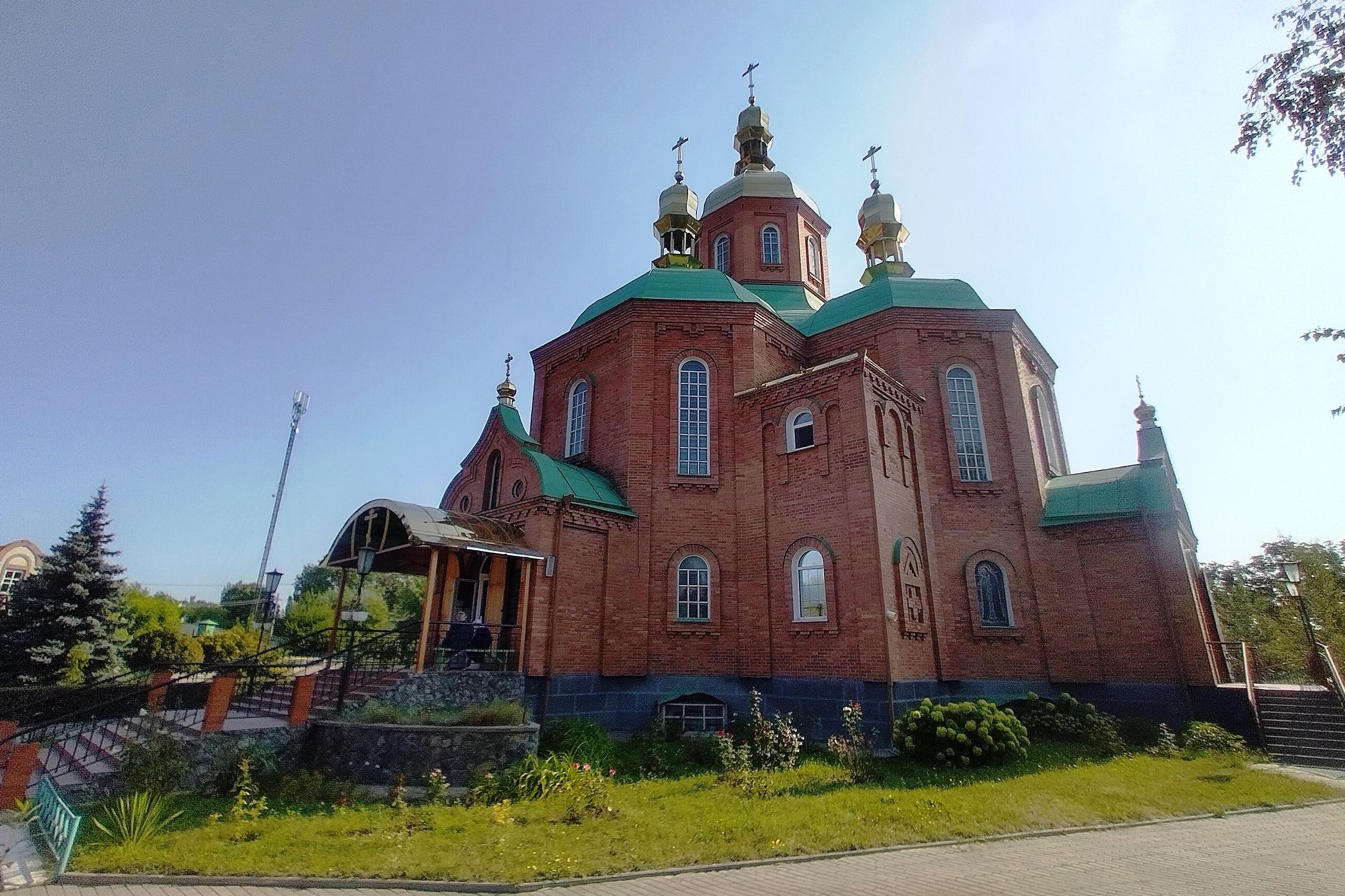
Храм Святого Апостола та Євангеліста Іоанна Богослова (1995-2003)
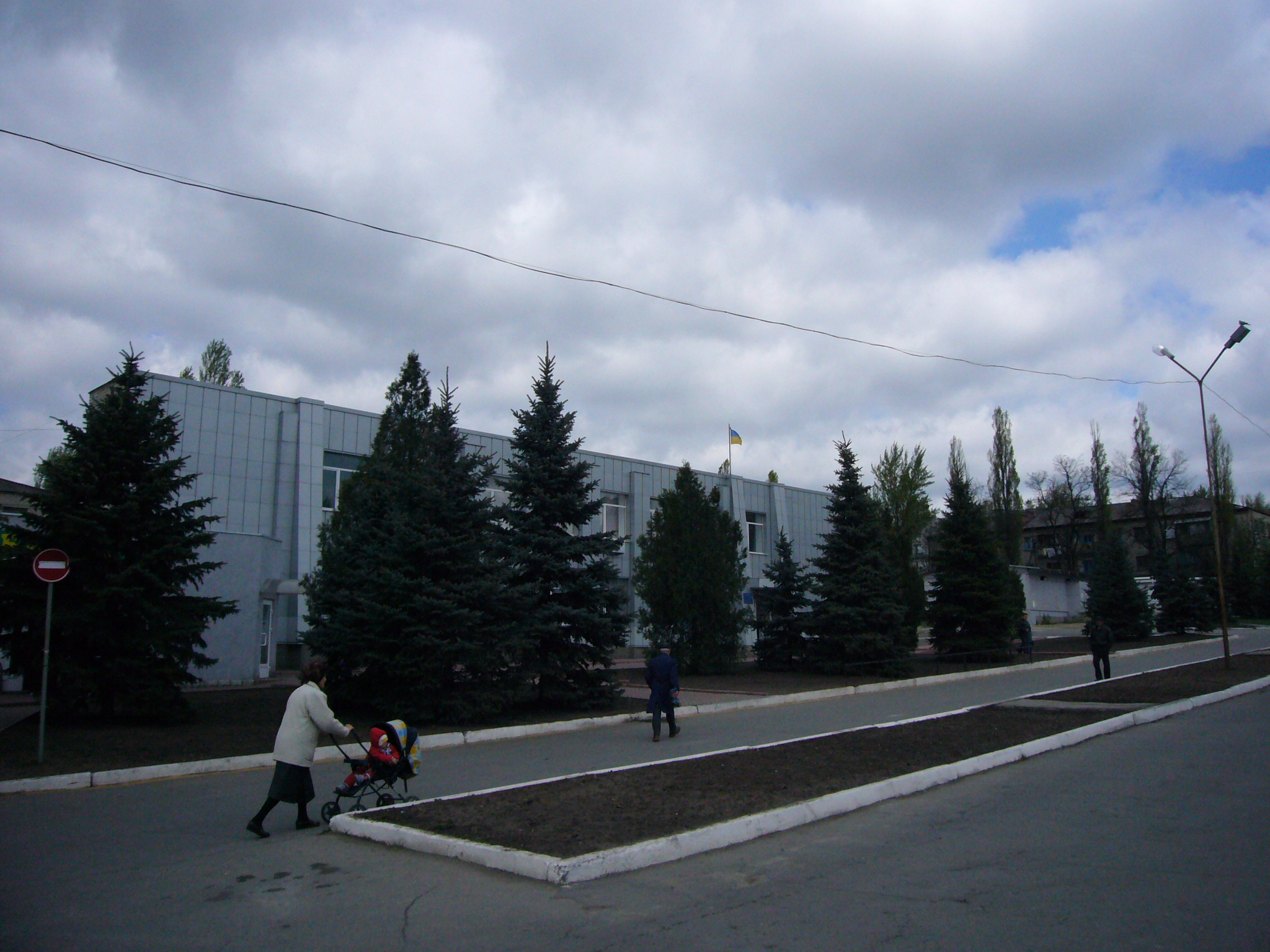
Будівля міської ради
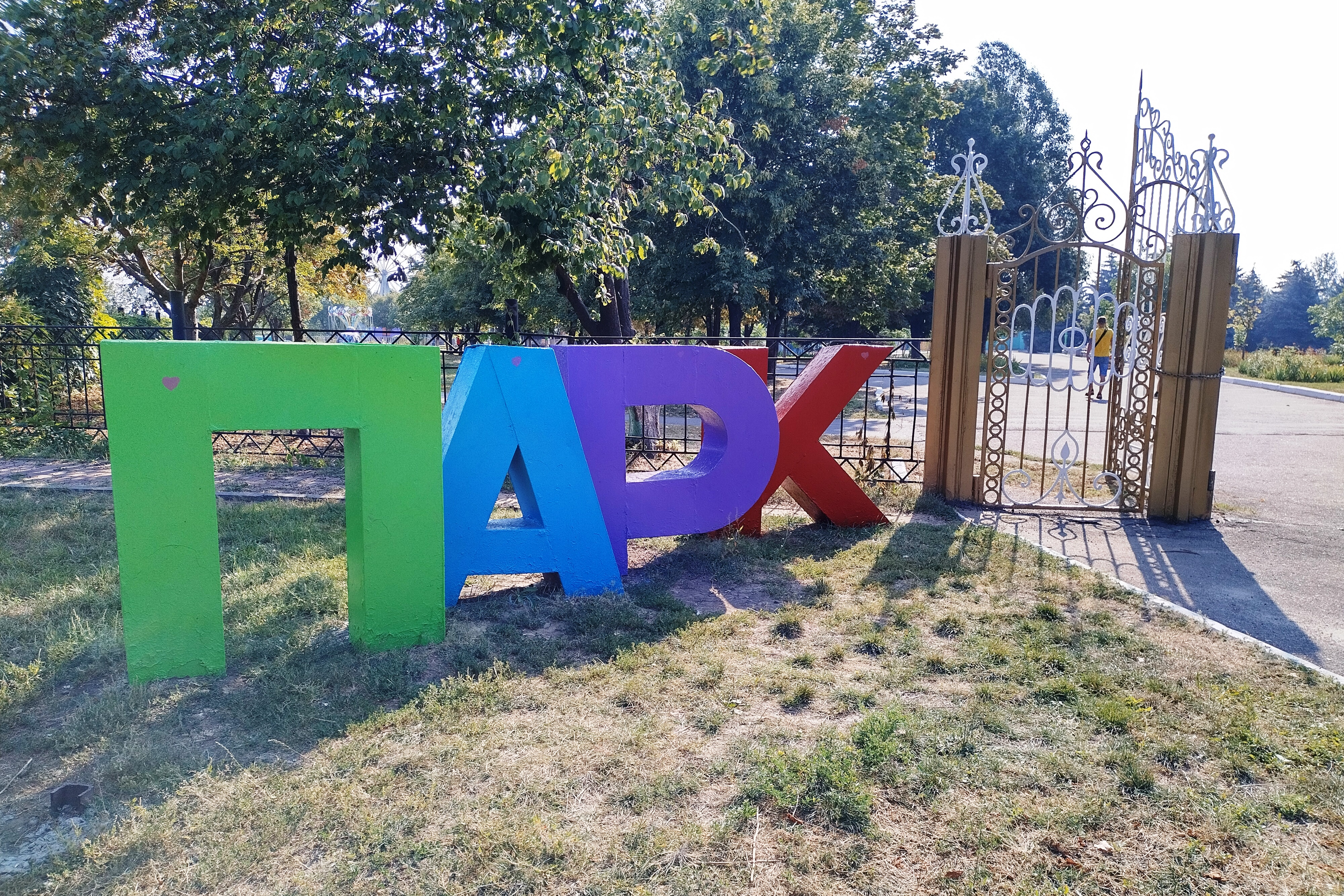
Парк розваг
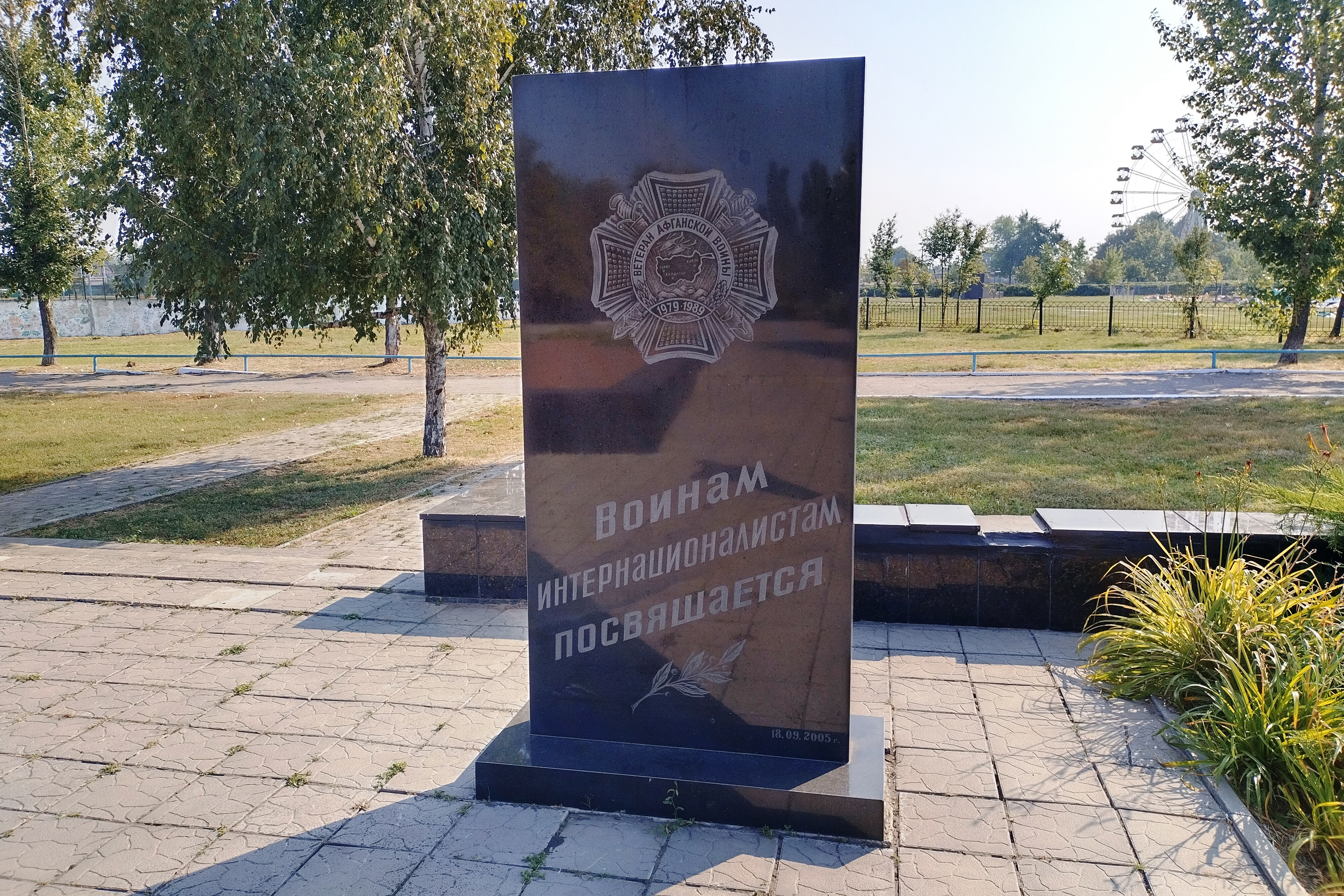
Пам'ятник воїнам-інтернаціоналістам
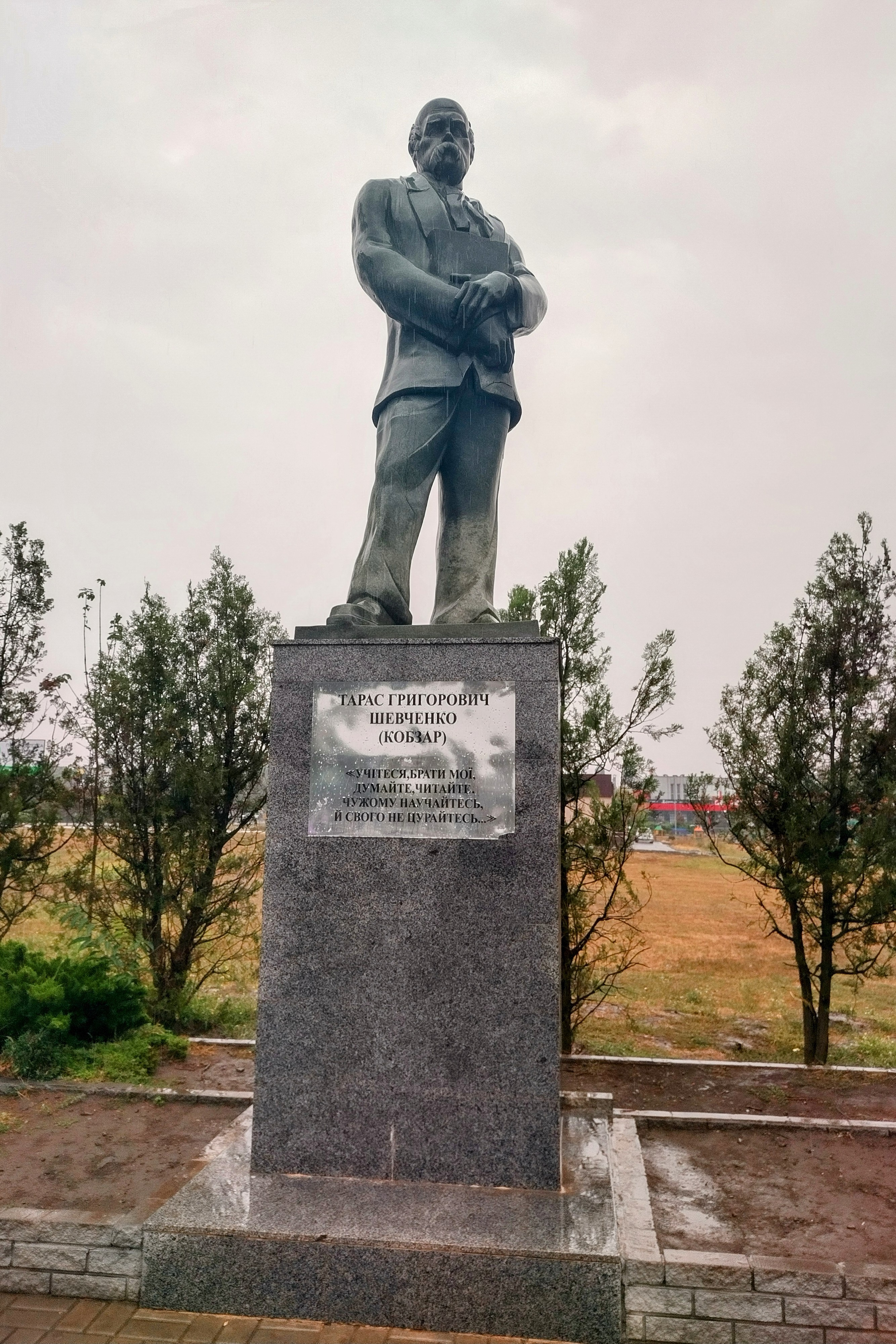
Пам'ятник Тарасу Шевченку
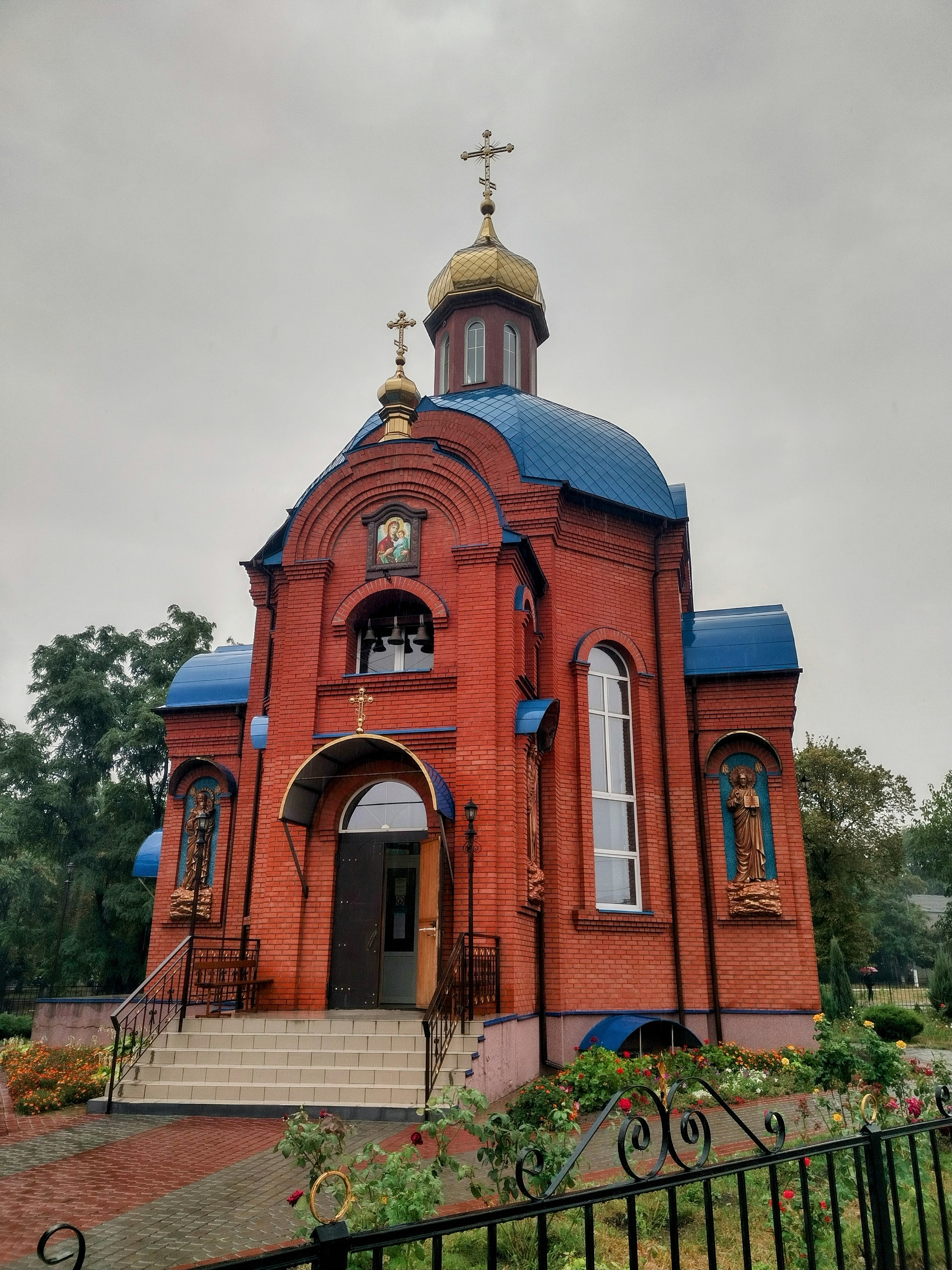
Храм-каплиця ікони Божої Матері «Скоропослушниця»
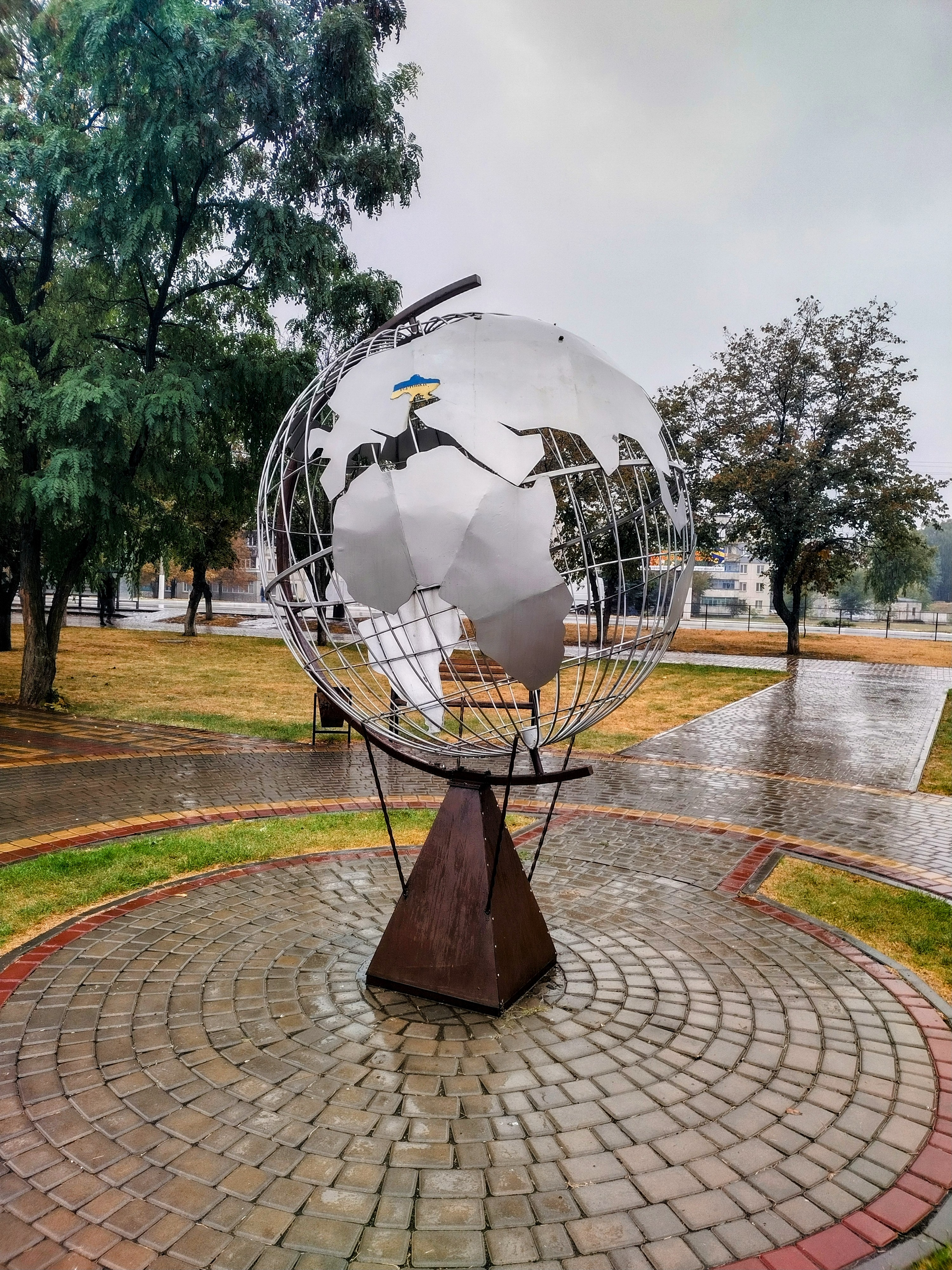
Глобус
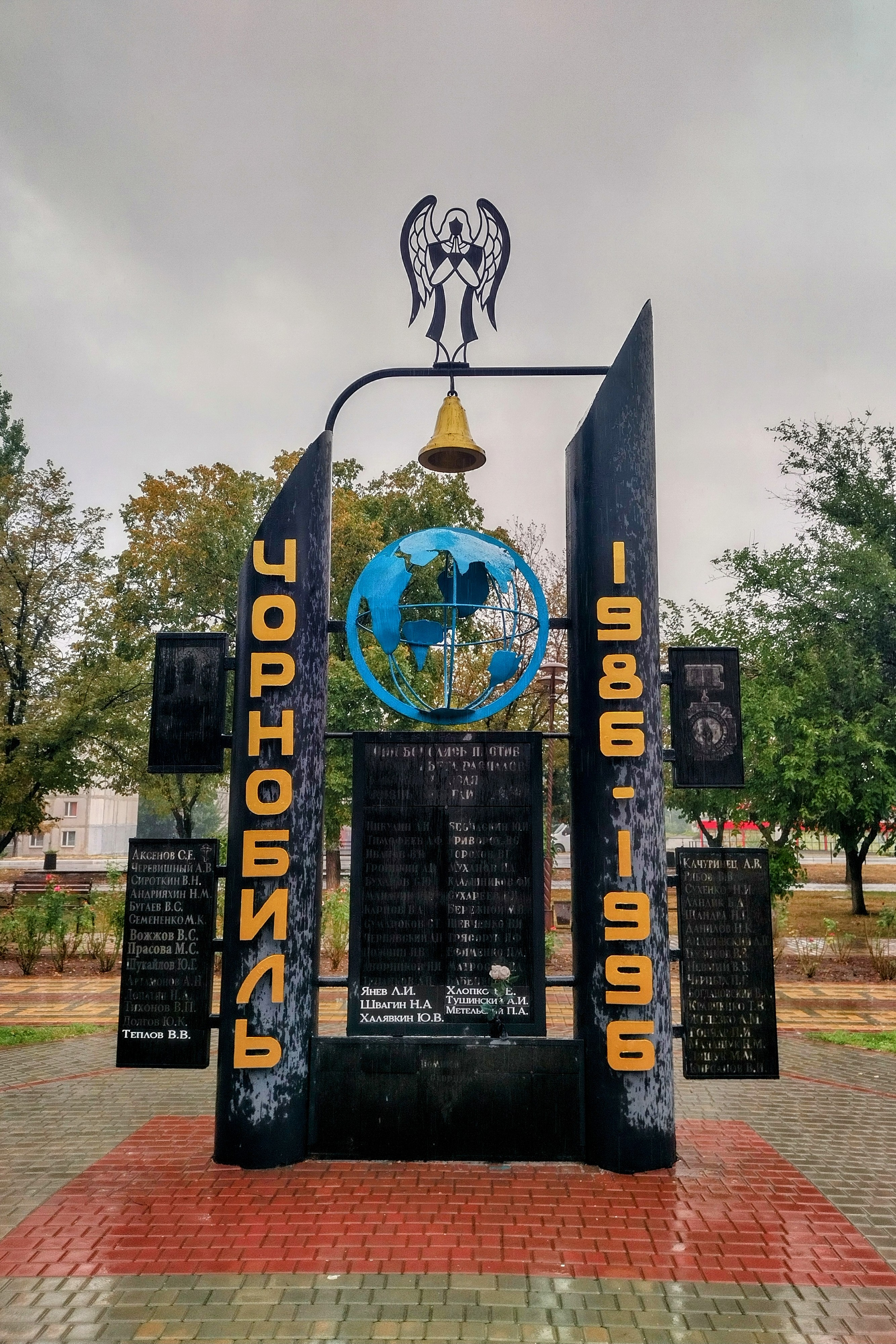
Пам'ятник чорнобильцям
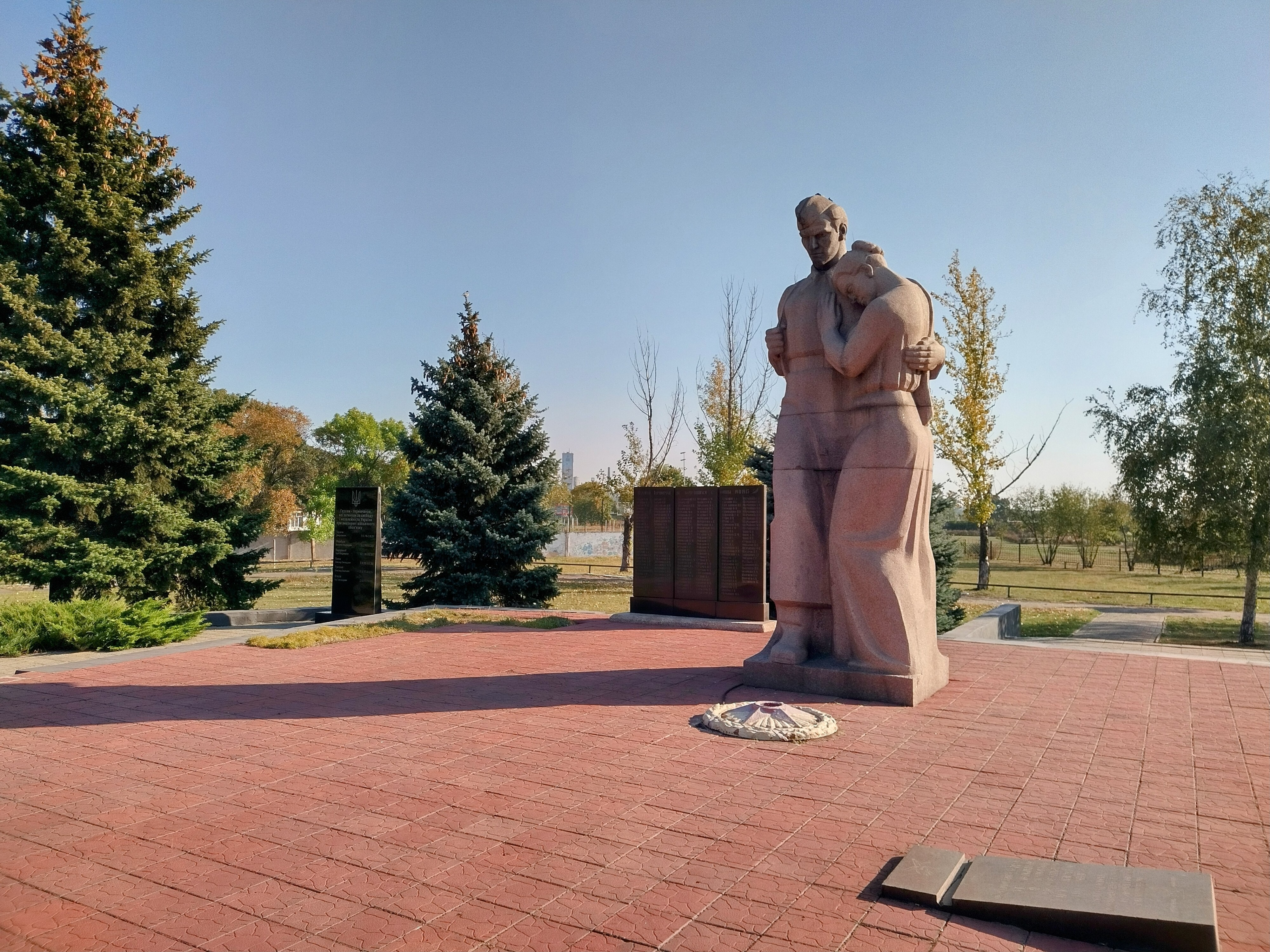
Пам'ятник невідомому солдатові
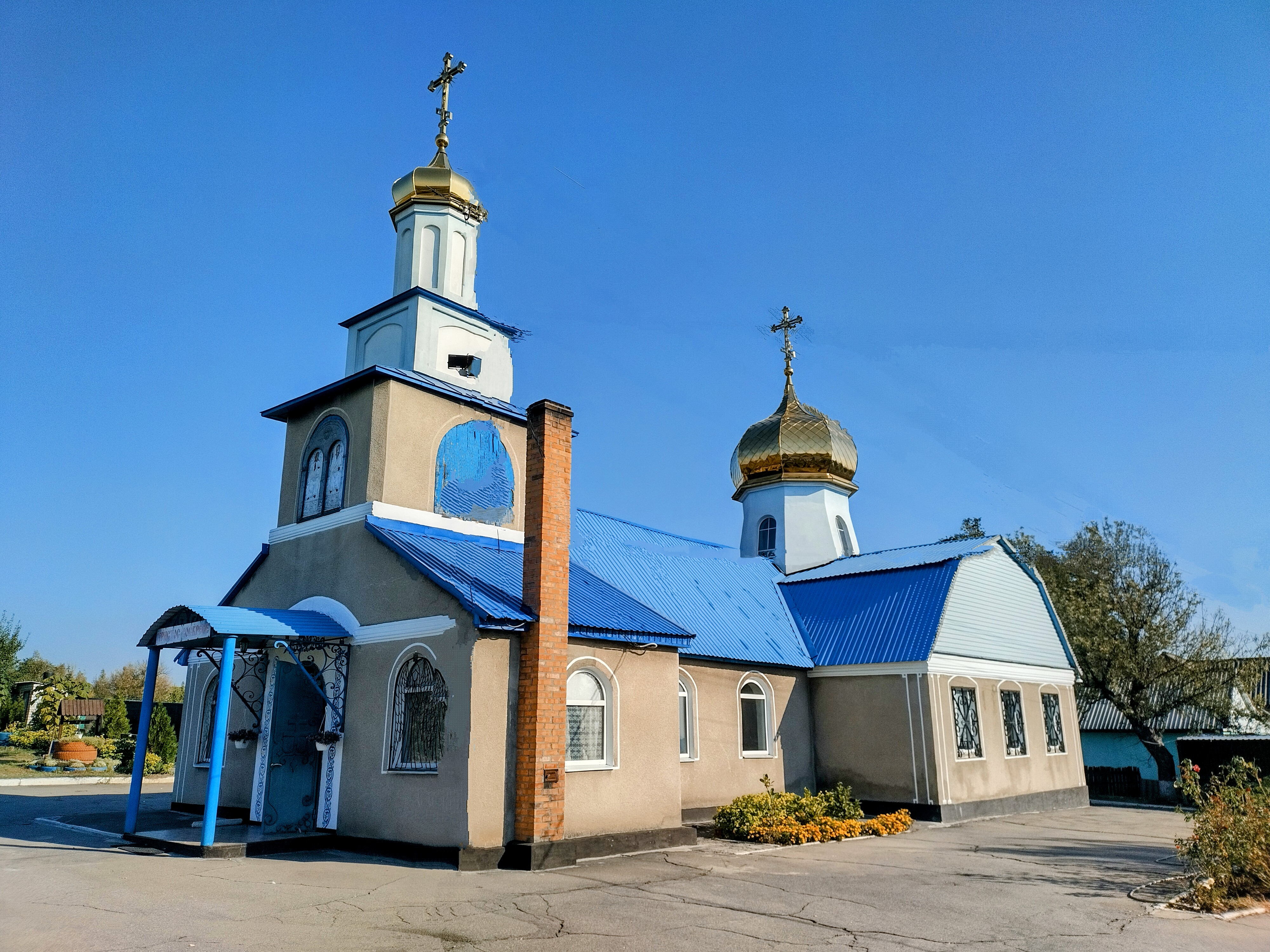
Вознесенський жіночий монастир